# Neuwiedia veratrifolia
Neuwiedia veratrifolia är en orkidéart som beskrevs av Carl Ludwig von Blume. Neuwiedia veratrifolia ingår i släktet Neuwiedia och familjen orkidéer. Inga underarter finns listade i Catalogue of Life.

## Bildgalleri

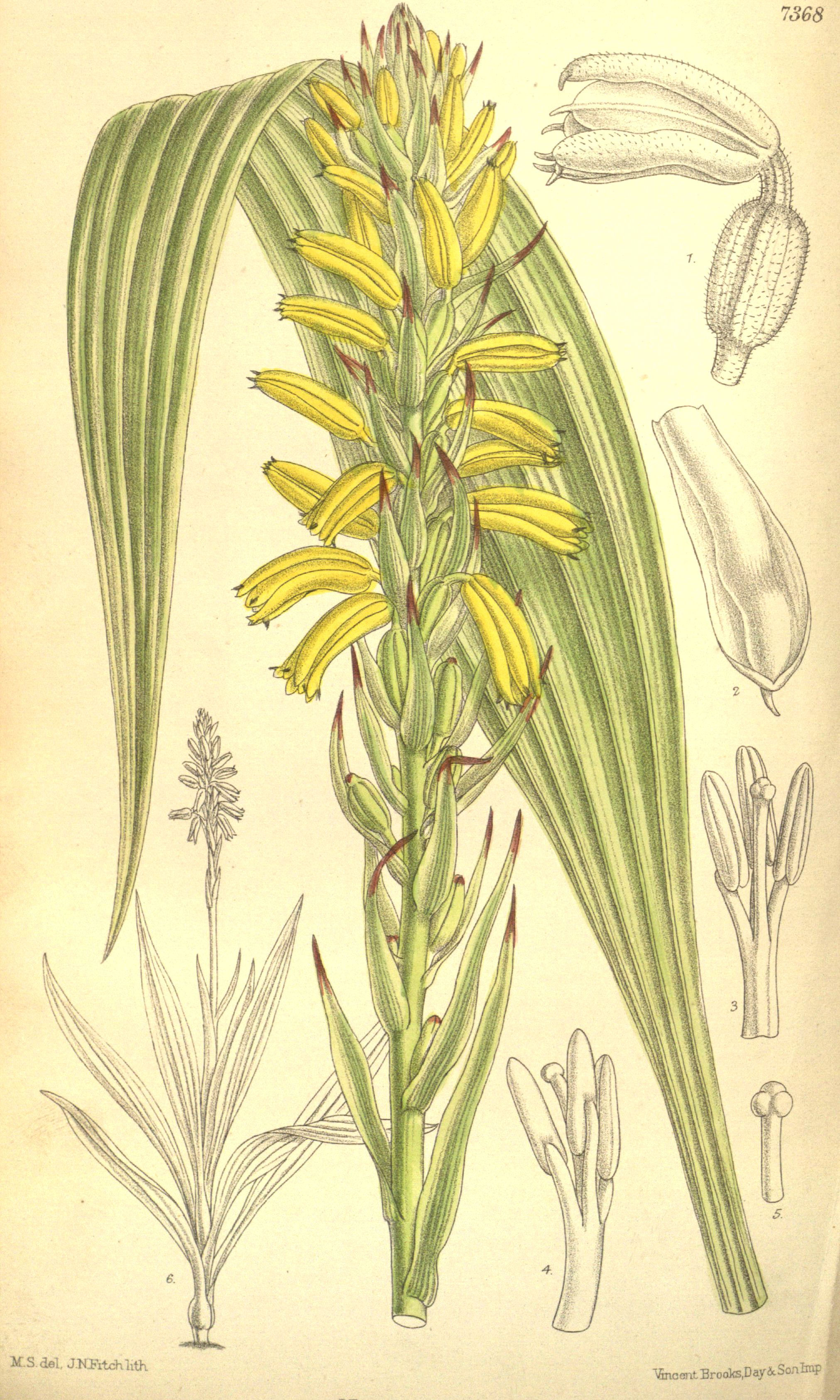